# Mathieu Martin
Mathieu Martin, né en 1639, est un colon et tisserand français, de la seigneurie de Port-Royal (Annapolis Royal).

## Biographie
Il est reconnu comme le premier européen né en Acadie. Il constitua Cobéquid en 1689.
Son nom est reconnu au titre de l'école Mathieu-Martin, première école secondaire publique francophone dans la région de Grand-Moncton au Nouveau-Brunswick, qui dessert aujourd'hui la population de Dieppe et de Memramcook.